# Hogna bimaculata
Hogna bimaculata là một loài nhện trong họ Lycosidae.
Loài này thuộc chi Hogna. Hogna bimaculata được William Frederick Purcell miêu tả năm 1903.